# Uniformed Services of the United States

United States Coast Guard – Uniformed Services der Streitkräfte des Ministeriums für Heimatschutz

Uniformed Services of the United States (deutsch Uniformierte Dienste der Vereinigten Staaten) ist – entsprechend Titel 10 des United States Code – eine Sammelbezeichnung für die acht uniformierten Dienste der US-amerikanischen Bundesbehörden.

## Definition
Titel 10 des United States Code listet abschließend alle Uniformed Services und damit Personen der Bundesebene der Vereinigten Staaten auf, die unter die Militärgesetzgebung fallen. Dies sind gemäß Title 10 § 101(a)(5):
- Uniformed Services innerhalb der Streitkräfte
- Commissioned Officer Corps (NOAA Corps) des National Oceanic and Atmospheric Administration
- Commissioned Corps (PHSCC) des United States Public Health Service

## Streitkräfte
Die Streitkräfte bestehen aus sechs Teilstreitkräften. Davon sind fünf dem Verteidigungsministerium der Vereinigten Staaten zugeordnet:
Department of the Army (DA)
- United States Army (USA): 14. Juni 1775

Department of the Navy (DON)
- United States Marine Corps (USMC): 10. November 1775
- United States Navy (USN): 13. Oktober 1775

Department of the Air Force (DAF)
- United States Air Force (USAF): 18. September 1947
- United States Space Force (USSF): 20. Dezember 2019

Die sechste Teilstreitkraft, die United States Coast Guard (Küstenwache), ist zwar den Streitkräften zugeordnet, übernimmt gleichzeitig aber Polizei- und andere Aufgaben. Sie ist eine dem Ministerium für Innere Sicherheit der Vereinigten Staaten untergeordnete Behörde, kann aber im Kriegsfall oder durch Erlass des US-Präsidenten der United States Navy und damit dem Verteidigungsministerium unterstellt werden.

## Uniformed Services außerhalb der Streitkräfte
Das Commissioned Officer Corps der National Oceanic and Atmospheric Administration und das Commissioned Corps des United States Public Health Service sind Uniformed Services innerhalb ziviler Bundesbehörden, also außerhalb der Streitkräfte.
Die National Oceanic and Atmospheric Administration ist eine Behörde des Wirtschaftsministeriums. Der United States Public Health Service ist eine Behörde des Gesundheitsministeriums.
Die Commissioned Corps beider Bundesbehörden bestehen – wie die Bezeichnung Commissioned bereits nahelegt – nur aus Offizieren ohne Mannschafts- oder Unteroffiziersdienstgrade. Mit Ausnahme der Militärgerichtsbarkeit, der sie nicht unterliegen, gelten für sie alle Rechte und Pflichten eines Offiziers gemäß Title 10. Im Dienst werden Uniformen getragen, die an die Uniform der US-Navy angelehnt, jedoch mit anderen Insignien bestückt sind. Die Commissioned Corps können mit Verordnung des US-Präsidenten militarisiert werden, unterstehen damit der Militärgerichtsbarkeit und können als Teil der Streitkräfte dann den Kombattantenstatus erhalten.